# Francisco Mignone
Francisco Paulo Mignone (São Paulo, 3 de septiembre de 1897 — Río de Janeiro, 19 de febrero de 1986), pianista, compositor, director de orquesta y pedagogo brasileño. Es una de las figuras más significativas de la música clásica brasileña, y uno de los más importantes compositores brasileños después de Heitor Villa-Lobos. En 1968 fue elegido como compositor brasileño del año. 
Mignone fue un compositor versátil, dividiendo su producción por igual entre canciones solistas (canções), piezas de piano, obras instrumentales de cámara, orquestales y corales. Además, escribió cinco óperas, ocho ballets y bastante música para películas. 

## Biografía
Hijo de un padre inmigrante italiano y flautista, Alferio Mignone, Francisco comenzó con él su aprendizaje musical, antes de tomar lecciones de piano con Silvio Lema. En sus inicios en el mundo musical brasileño, a los 10 años, adquirió cierta notoriedad en su distrito tocando en el estilo «choro». Como pianista y director de orquesta, a los 13 años, ya había adquirido cierta fama componiendo y tocando bajo el seudónimo de Chico Bororo, manteniendo estas actividades aparte de su formación musical formal. Luego, en 1913, entró en el Conservatorio de São Paulo, donde estudió armonía y composición con Savino de Benedictis, y piano con Agostinho Cantú. En 1920 continuó su formación en el Conservatorio de Milán (Italia) con Vincenzo Ferron. Mignone volvió a São Paulo en 1929 para enseñar armonía, y en 1932 se trasladó a Río de Janeiro para enseñar dirección orquestal en el Instituto (Conservatorio) música nacional.
Sus obras pueden dividirse en tres períodos de composición. Sus primeras obras muestran la influencia italiana y la sensibilidad romántica de su formación en Milán, con una gran influencia sobre todo de Ottorino Respighi. Una pieza orquestal de su primera ópera de este período inicial fue estrenada en Río de Janeiro en una gira de Richard Strauss con la Orquesta Filarmónica de Viena, en 1923, estando Mignone al frente de la orquesta. 
Una segunda etapa, la más larga, es fuertemente nacionalista en el sabor, influido por su antiguo maestro de escuela, el escritor y musicólogo Mário de Andrade, y con su compatriota Heitor Villa-Lobos, ya anciano, como referente. Mignone utiliza el folk y las melodías populares y las formas de su Brasil nativo como base para sus composiciones, con algunas reminiscencias de la música africana. (Andrade dijo en una ocasión: «En la música italiana, Mignone sería uno más entre los ricos y numerosos escolares, a la que no añadiría nada. Aquí, será de indispensable valor.») Desde 1929 hasta 1960 sus obras están fuertemente caracterizadas por el nacionalismo, una etapa en la que compuso piezas como las Fantasias Brasileiras (1929/36), o los ballets Maracatu de chico rei (1933) y Leilão (1941). Su obras solistas para voz y piano de ese momento le valieron la aclamación por su expresión de los estilos musicales brasileños, como el choro, la modinha, y las «valsas» (valses) que recuerdan a las serenatas. 
La música de Mignone se caracteriza por su lirismo, colorido instrumental y estilo improvisatorio. La mayor parte de sus primeras obras son tonales, como es típico de la música popular y folk, aunque más adelante su carrera tendrá ramificaciones politonales, atonales y seriales. A finales de los años 1950, Mignone se alejó de la música nacionalista y se volvió hacia las entonces tendencias actuales en la música académica de concierto, componiendo obras como su Concierto para piano (1958), que muestra su habilidad y bravura en la instrumentación. Mignone era capaz de escribir en una variedad de estilos y sus obras de comienzos de los años 1960 y en adelante destacan por su eclecticismo, siendo difícil encontrar cualquier otra característica unificadora. Sin embargo, regresó a la escritura nacionalista en sus últimos años. 
A los 83 años Mignone se casó con Maria Josephina, con quien a menudo interpretó duetos al piano, y que sigue siendo intérprete de su música hasta el día de hoy.

## Catálogo de obras
| Año     | Obra | Tipo de obra                             |
| ------- | --- | ---------------------------------------- |
| 1938    | Dona Janaína, voz y piano | Música vocal (voz y piano)               |
|         | Gavotta para flauta, oboe, fagot y cuarteto de cuerdas | Música instrumental                      |
|         | Branca de Neve (ballet infantil (transcrito para orquesta por Mario Tavares, 1987))                                                                                               | Música escénica (ballet)                 |
|         | Festa na Bahia, para voz y piano (o octeto de cordas) | Música vocal (voz y piano)               |
|         | Hino do 4º Centenário do Rio de Janeiro |                                          |
|         | Intermezzo lírico |                                          |
|         | Hino da Rádio MEC |                                          |
|         | Sarabanda do meu jeito, para dos fagots | Música solista (2 fagots)                |
|         | Embolada do Brigadeiro (Manuel Bandeira), para piano | Música solista (piano)                   |
|         | O samaritano, poema sinfónico | Música orquestal (poema sinfónico)       |
| 1912    | Danse du Paysan, para piano | Música solista (piano)                   |
| 1914    | Manon (Valsa), para piano | Música solista (piano)                   |
| 1914    | Não se impressione (Tango), para piano | Música solista (piano)                   |
| 1915    | Polonaise, para piano | Música solista (piano)                   |
| 1915    | Minueto, para piano | Música solista (piano)                   |
| 1916    | Marcha dos Gnomos, para piano | Música solista (piano)                   |
| 1916    | Scherzo, para piano | Música solista (piano)                   |
| 1917    | Suíte Campestre, para orquesta | Música orquestal                         |
| 1917    | Caramuru, poema sinfónico | Música orquestal (poema sinfónico)       |
| 1919    | Paráfrase sobre o hino dos cavalheiros da Kirial, para orquesta | Música orquestal                         |
| 1919    | Idílio Campestre, para piano | Música solista (piano)                   |
| 1919    | Sonata, A, violín y piano | Música instrumental (violín y piano)     |
| 1921    | Minueto n.º 1, para piano | Música solista (piano)                   |
| 1921    | Minueto n.º 2, para piano | Música solista (piano)                   |
| 1921    | O Contratador de Diamantes (G. Bottoni, según Arinos) (Rio, Municipal, 20 de septiembre de 1924), ópera [con la famosa Congada]                                                   | Música escénica (ópera)                  |
| 1921    | Congada (de la obra O contratador), para coro mixto y orquesta | Música vocal (orquesta)                  |
| 1922    | Noturno Barcarola, para piano | Música solista (piano)                   |
| 1923    | Cenas da roça, cançao | Música vocal (voz y piano)               |
| 1923    | A bacanal dos Elfos, para piano | Música solista (piano)                   |
| 1923    | Egloga, para piano | Música solista (piano)                   |
| 1923    | Festa Dionisíaca, poema sinfónico | Música orquestal (poema sinfónico)       |
| 1923/41 | Lendas Sertanejas [10], para piano (n.º 1–9, 1923, 23, 28, 30, 30, 32, 34, 38, 40)                                                                                                | Música solista (piano)                   |
| 1924    | Elegia, para cuerdas | Música orquestal                         |
| 1925    | Momus, poema humorístico | Música orquestal (poema sinfónico)       |
| 1925    | No sertão, fantasia para orquesta | Música orquestal                         |
| 1925    | Morena, morena (C. da Paixão Cearense), voz y piano | Música vocal (voz y piano)               |
| 1925    | Maxixe, para orquesta (versión para piano 1927/28) | Música orquestal                         |
| 1928    | Suite asturiana, para orquesta | Música orquestal                         |
| 1928    | L'Innocente (A. Rossato, según C. Espina Tagle) (Rio, Municipal, 5 Sept 1928), ópera                                                                                              | Música escénica (ópera)                  |
| 1928    | Las mujeres son las moscas, voz y piano | Música vocal (voz y piano)               |
| 1929/36 | Fantasías brasileñas [4], para piano y orquesta (1–4, 1929, 1931, 1934, 1936) | Música orquestal                         |
| 1930    | Gavotta All'Antica, para violín y piano | Música instrumental (violín y piano)     |
| 1930    | Quatro peças brasileiras [Maroca - Maxixando - Nazareth - Toada], para piano | Música solista (piano)                   |
| 1930    | Microbinho, para piano | Música solista (piano)                   |
| 1930    | Quando na roça anoitece (R. Guimarães), voz y piano | Música vocal (voz y piano)               |
| 1930    | Berceuse, para violín y piano | Música instrumental (violín y piano)     |
| 1930    | Música para la película O Babão | Música de película                       |
| 1930    | Cateretê: dança brasileira para côro mixto (SATB) | Música coral a capela                    |
| 1931    | Valsa en sol maior, para piano | Música solista (piano)                   |
| 1931    | Quebradinho, para piano | Música solista (piano)                   |
| 1931    | Miudinho, para piano | Música solista (piano)                   |
| 1931    | Tango Brasileiro, para piano | Música solista (piano)                   |
| 1931    | Suíte Campestre (2 pianos) [Dança - Scherzo - Idílio - Na feira da aldeia], para piano                                                                                            | Música solista (piano)                   |
| 1931    | Noche Granadina, para piano | Música solista (piano)                   |
| 1931    | Cucumbizinho, para piano (ver flauta y piano, 1956) | Música solista (piano)                   |
| 1931    | Seguida para Três Serenadas [Pierrot - Arlequim - Cornetinhas de papelão], para piano                                                                                             | Música solista (piano)                   |
| 1931    | Noturno sertanejo, para violín y piano | Música instrumental (violín y piano)     |
| 1931    | El Retablo del Alcazar, para piano | Música solista (piano)                   |
| 1931    | Luar do Sertão (Paixão Cearense), voz y piano | Música vocal (voz y piano)               |
| 1931    | Cateretê, para piano | Música solista (piano)                   |
| 1931    | A festa do entrudo (Macumba), para piano | Música solista (piano)                   |
| 1931    | Tanguinho, para piano | Música solista (piano)                   |
| 1931    | Seis estudos transcendentais para piano solo | Música solista (piano) (Estudios)        |
| 1932    | Papai, eu quero me casar, para SSA | Música coral a capela                    |
| 1932    | Menina Bonita, para SSA | Música coral a capela                    |
| 1932    | Sonhei que Sinhá tinha morrido, para SSA | Música coral a capela                    |
| 1932    | Quando eu era pequenino, para piano | Música solista (piano)                   |
| 1932    | Festa na Roça, para piano | Música solista (piano)                   |
| 1932    | Seis líricas, vocal | Música vocal (voz y piano)               |
| 1932    | Serenata humorística, para piano (o para cuarteto de fagots) | Música solista (piano)                   |
| 932     | Prelúdios [6], para piano | Música solista (piano)                   |
| 1932    | Canção sertaneja, para flauta, violoncelo y piano | Música instrumental (trío)               |
| 1933    | Seis peças infantis [Preludiozinho - Rondó dos pequenos misoneistas - Toada - Você não me pega - Sodade - Cachorrinho está latindo], para piano                                   | Música solista (piano)                   |
| 1933    | Maracatu de Chico Rei (M. de Andrade), ballet | Música escénica (ballet)                 |
| 1934    | Cânticos de Obaluaiê, voz y piano | Música vocal (voz y piano)               |
| 1934    | Crianças brincando, para piano | Música solista (piano)                   |
| 1935    | Sexteto para piano y quinteto de sopros n.º 1 (piano, flauta, oboe, clarinete, trompa y fagot)                                                                                    | Música instrumental                      |
| 1935    | Seresta, para fagot y orquesta | Música orquestal                         |
| 1935    | Variações sobre um tema brasileiro, para violonchelo y piano (o orquesta) | Música vocal (voz y piano)               |
| 1936    | Marvadinho, para piano | Música solista (piano)                   |
| 1936    | Batucajé, peça sinfônica | Música orquestal                         |
| 1936    | Trovas de amor, voz y piano | Música vocal (voz y piano)               |
| 1936    | Babaloxá, peça sinfônica | Música orquestal                         |
| 1936    | Música para la película Bonequinha de Sêda | Música de película                       |
| 1937    | Mizú, opereta | Música escénica (opereta)                |
| 1937    | Quebradinho, para piano | Música solista (piano)                   |
| 1938    | Quatro líricas (M. Bandeira), voz y piano | Música vocal (voz y piano)               |
| 1938    | Hino do Colégio Bennett, para SATB | Música coral a capela                    |
| 1938    | Música para la película Alma e Corpo de uma Raça (Milton Rodrigues) | Música de película                       |
| 1938/43 | Valsas de Esquina [12], para piano | Música solista (piano)                   |
| 1939    | Sinfonia do Trabalho | Música orquestal (sinfonía)              |
| 1939    | Caixinha de brinquedos, para piano | Música solista (piano)                   |
| 1939    | Modinha para violoncelo y piano | Música instrumental (chelo y piano)      |
| 1939/42 | Quatro Quadros amazônicos, para orquesta | Música orquestal                         |
| 1940    | Música para la película O Culpado | Música de película                       |
| 1940    | Suíte Brasileira (Dansa de Negros), para piano | Música solista (piano)                   |
| 1940    | Quase modinha, para piano | Música solista (piano)                   |
| 1940    | Música para la película O Madeireiro | Música de película                       |
| 1940    | Dedicada a Antonio de Sá pereira, para piano | Música solista (piano)                   |
| 1940    | Festa das Igrejas (Fiestas de iglesias), para orquesta | Música orquestal                         |
| 1940/41 | Dança do Botocudo, para piano | Música solista (piano)                   |
| 1941    | Sonata para piano n.º 1 | Música solista (piano)                   |
| 1941    | Meu São Benedito, para TTBB | Música coral a capela                    |
| 1941    | Leilão, ballet | Música escénica (ballet)                 |
| 1941    | Folga nêgo, para TTBB | Música coral a capela                    |
| 1941    | O espantalho, ballet | Música escénica (ballet)                 |
| 1942    | Modinha, para piano | Música solista (piano)                   |
| 1942    | Iara, para piano | Música solista (piano)                   |
| 1942    | Doçura de manhãzinha fresca, para piano | Música solista (piano)                   |
| 1942    | Iara, ballet | Música escénica (ballet)                 |
| 1942    | Paulistana (2ª version 1959), para piano | Música solista (piano)                   |
| 1942    | Berimbau (Bandeira), voz y piano | Música vocal (voz y piano)               |
| 1942    | Pousa a mão na minha testa (Bandeira), voz y piano | Música vocal (voz y piano)               |
| 1943    | Modinha Imperial, para piano | Música solista (piano)                   |
| 1943    | Três prelúdios sobre temas canadenses [Marianne s'en va-t-au moulin - Sainte Marguérite, veillez ma petite - A la claire fontaine], para piano                                    | Música solista (piano)                   |
| 1944    | Minueto e Samba, para piano | Música solista (piano)                   |
| 1945    | No fundo do meu quintal, para piano | Música solista (piano)                   |
| 1945    | O pobre e o rico, para piano | Música solista (piano)                   |
| 1946/55 | Valsas-Choro [12], para piano (no.1, 1946, nos.2–5, 1950, nos.6–12, 1955) | Música solista (piano)                   |
| 1947    | Lundu, para piano | Música solista (piano)                   |
| 1947    | Toccatina, para piano | Música solista (piano)                   |
| 1947    | Valsinha (principantes), para piano | Música solista (piano)                   |
| 1947    | Pequena valsa de Esquina, para piano | Música solista (piano)                   |
| 1947    | Ruda! ruda! (Andrade), voz y piano | Música vocal (voz y piano)               |
| 1947    | Cantiga do ai (Andrade), voz y piano | Música vocal (voz y piano)               |
| 1948    | Narizinho [Sonho de Emilia - Sala do trono - Pequeno polegar - Narizinho dança], para piano                                                                                       | Música solista (piano)                   |
| 1948    | Oratório Alegrias de Nossa Senhora | Música vocal (oratorio)                  |
| 1948    | Enquanto morrem as rosas, para SSAA | Música coral a capela                    |
| 1948/53 | Samba rítmico, para 2 pianos | Música solista (2 Pianos)                |
| 1949    | Quatorze Sonatinas (n.º 1–14), para piano | Música solista (piano) (Sonata)          |
| 1950    | Música para la película Caiçara (Adolfo Celi) | Música de película                       |
| 1950    | Sai Sai, para 2 pianos | Música solista (2 Pianos)                |
| 1950    | Música para la película Garota Mineira (Leopold Somporn) | Música de película                       |
| 1951    | Angela tocando cravo, para piano | Música solista (piano)                   |
| 1951    | Baianinha, para SATB | Música coral a capela                    |
| 1951    | Música para la película Painel (Lima Barreto) | Música de película                       |
| 1951    | Seresta, para SATB | Música coral a capela                    |
| 1951    | Jura de ioiô, para SATB | Música coral a capela                    |
| 1951    | Música para la película A Beleza do Diabo | Música de película                       |
| 1951    | Despacho de Iemanjá, para SATB | Música coral a capela                    |
| 1951    | Samba-lelê, para SATB | Música coral a capela                    |
| 1951    | Música para la película Ângela | Música de película                       |
| 1952    | Música para la película Modelo 19 | Música de película                       |
| 1953    | Violão do capadócio, voz y piano | Música vocal (voz y piano)               |
| 1953    | Música para la película Sinhá Moça | Música de película                       |
| 1953    | O guarda chuva, ballet | Música escénica (ballet)                 |
| 1954    | Música para la película Destino em Apuros | Música de película                       |
| 1954    | Quatorze cânones | Música coral                             |
| 1954    | Música para la película A Sogra | Música de película                       |
| 1956    | Burlesca e toccata, para piano y orquesta | Música orquestal concertante             |
| 1956    | 2 peças, para quinteto de cuerdas y piano | Música instrumental                      |
| 1956    | Música para la película Sob o Céu da Bahia | Música de película                       |
| 1956    | Oteto, para cuerdas | Música instrumental                      |
| 1957    | Concertino para clarinete | Música orquestal concertante (clarinete) |
| 1957    | Concertino para fagot y pequena orquesta | Música orquestal concertante (fagot)     |
| 1957    | Lenda sertaneja, para cuerdas | Música de cámara                         |
| 1957    | Quarteto n.º 1 | Música de cámara (cuarteto)              |
| 1957    | Quarteto n.º 2 | Música de cámara (cuarteto)              |
| 1958    | Concerto para piano e orquestra | Música orquestal concertante (piano)     |
| 1958    | Sinfonia Tropical | Música orquestal (sinfonía)              |
| 1958    | Andantino, str qnt | Música de cámara (quinteto)              |
| 1959    | As criancinhas de Dona Liddy [Palhacinhos - Os dançarinas - Os equilibristas - Alegrias e tristeza - Marcha final], para piano                                                    | Música solista (piano)                   |
| 1959    | Modinha, voz y piano | Música vocal (voz y piano)               |
| 1960    | Quinteto n.º 1 para quinteto de sopros (flauta, oboe, clarinete, trompa y fagot)                                                                                                  | Música instrumental                      |
| 1960    | Sonata para dos fagots n.º 1 | Música solista (2 fagots)                |
| 1960    | Quinteto n.º 2 para quinteto de sopros (flauta, oboe, clarinete, trompa y fagot)                                                                                                  | Música instrumental                      |
| 1961    | Baianinha, para cuarteto de maderas | Música instrumental (cuarteto)           |
| 1961    | Seresta n.º 3, para cuarteto de madeiras (flauta, oboe, clarinete y fagot) | Música instrumental                      |
| 1961    | Sonatina, para fagot solo | Música solista (fagot)                   |
| 1961    | Invenção, para flauta y fagot | Música instrumental (dúo)                |
| 1961    | Ária para quinteto de sopros (flauta, oboe, clarinete, trompa y fagot) | Música instrumental                      |
| 1961    | Concierto para violin | Música orquestal                         |
| 1961    | Invenção para clarinete y fagot | Música instrumental (dúo)                |
| 1962    | Oratorio de Santa Clara, solo vv, chorus y orquesta | Música vocal (oratorio)                  |
| 1962    | Sonata para piano n.º 2 | Música solista (piano)                   |
| 1962/68 | Masses [7], para SATB (1962, 1963, 1963, 1965, 1966, 1967, 1968) | Música religiosa (misa)                  |
| 1963/79 | Valsas Brasileiras [12], para piano (no.3, 1975; nos.4–12, 1979) | Música solista (piano)                   |
| 1964    | Poema para Manuel Bandeira, voz y piano | Música vocal (voz y piano)               |
| 1964    | Sonata para piano n.º 3 | Música solista (piano)                   |
| 1964    | Seis pecinhas para piano [A fadinha canta - Valsinha - A bonequinha dorme - Os soldadinhos passam - Os cavalinhos do carrossel - O pequeno Mozart toca], para piano               | Música solista (piano)                   |
| 1964    | Seis pequenas valsas de esquinas [Cantando - Calmo - Doloroso e agitado - Vivo - Seresteiro - Delicado e triste], para piano                                                      | Música solista (piano)                   |
| 1965    | Sonata para dos fagots n.º 2 | Música solista (fagot)                   |
| 1965    | Sonata para violin y piano n.º 1 | Música instrumental (violín y piano)     |
| 1966    | Música para la película A Grande Cidade (Carlos Diegues) | Música de película                       |
| 1966    | Sonata para violin y piano n.º 2 | Música solista (piano)                   |
| 1966    | Concerto duplo, para violín, piano y orquesta | Música orquestal concertante             |
| 1967    | 7 líricas, voz y piano | Música vocal (voz y piano)               |
| 1967    | Sonata a 3, para oboe, clarinete y fagot | Música instrumental (trío)               |
| 1967    | Tetrafonia, para cuatro fagots | Música solista                           |
| 1967    | Sonata para piano n.º 4 | Música solista (piano)                   |
| 1968    | Passacaglia para clarinete y fagot | Música instrumental (dúo)                |
| 1968    | Impossible lullaby, para oboe y fagot | Música instrumental (dúo)                |
| 1968    | Sonata humorística, para 2 pianos | Música solista (2 pianos)                |
| 1968    | Toada, para flauta, oboe, clarinete, fagot y trompa | Música instrumental                      |
| 1968    | Quatro Sinfonias, para un trío de oboe, clarinete y fagot | Música instrumental (trío)               |
| 1968    | Suite infantil. 6 peças para piano [1a Valsinha - Dança do Arlequim - 2a Valsinha - As alegrias de Topo Gigio - Dança do arlequim - Valsinha francesa - No automóvel], para piano | Música solista (piano)                   |
| 1969    | Belém! verde Belém (cantata), para SATB | Música vocal (cantata)                   |
| 1969    | Mais 5 canções, voz y piano | Música vocal (voz y piano)               |
| 1969    | Sugestões sinfônicas, tone poem-ballet | Música escénica (ballet)                 |
| 1969/70 | Sexteto para piano e quinteto de sopros n.º 2 (piano, flauta, oboe, clarinete, trompa y fagot)                                                                                    | Música instrumental                      |
| 1970    | Quarteto n.º 3 | Música de cámara (cuarteto)              |
| 1970    | 16 cantos escolares, coro a varias voces | Música coral                             |
| 1971    | Sonata para fagot solo | Música solista (fagot)                   |
| 1972    | E o piano canta também, para piano | Música solista (piano)                   |
| 1972    | 6 ½ Prelúdios, para piano | Música solista (piano)                   |
| 1972    | Variações em busca de um tema, para orquesta | Música orquestal                         |
| 1972    | Canto seresteiro, para cuerdas | Música de cámara                         |
| 1972    | Serenata a Dulcinéa, para sexteto de cuerdas | Música instrumental                      |
| 1972    | Modinha (1972), voz y piano | Música vocal (voz y piano)               |
| 1972    | Sinfonia transamazônica | Música orquestal (sinfonía)              |
| 1973    | Twelve etudes for guitar, en dos volúmenes | Música solista (guitarra)                |
| 1973    | O Chalaça (H. Mello Nóbrega) (Rio, 27 nov 1976), ópera | Música escénica (ópera)                  |
| 1973    | Preludio, coral para uma fuga, para quinteto con piano | Música instrumental                      |
| 1973    | Trem de ferro, para coro | Música coral                             |
| 1975    | Concerto para violão | Música orquestal concertante (guitarra)  |
| 1976    | Boi bumbá, para orquesta | Música orquestal                         |
| 1976    | Peças fáceis, para piano | Música solista (piano)                   |
| 1976    | Tríptico da saudade, voz y piano | Música vocal (voz y piano)               |
| 1976    | Cinco peças [Assombração - Pinhão Quente - Quando na roça anoitece - Canção da mamãe paupérrima - Canto dos Negros], para canto y fagot                                           | Música vocal (voces e instrumentos)      |
| 1976    | Cinco peças, para piano | Música solista (piano)                   |
| 1977    | Quatro Choros [Brejeiros - Gracioso e Moderato - Com alegria - Assai vivo], para piano                                                                                            | Música solista (piano)                   |
| 1977    | Sexteto para piano e quinteto de sopros n.º 3 | Música instrumental                      |
| 1977    | Três Peças, para flauta y cuerdas | Música instrumental                      |
| 1977    | Hino de academia se música Lorenzo Fernandez | Música coral a capela                    |
| 1977    | Nazarethiana [Com entusiasmos - Românticos - Scherzando - Molto Allegro - Allegro], para piano                                                                                    | Música solista (piano)                   |
| 1977    | Nazarethiana, para orquesta | Música orquestal                         |
| 1977    | Urutaú, o pássaro fantástico, para piccolo, flauta, clarinete, fagot y 2 pianos                                                                                                   | Música instrumental                      |
| 1978    | Sonata a tre, para tres fagots | Música solista                           |
| 1978    | O Sargento de Milícias (Mello Nóbrega, según M.A. de Almeida) (Río, Teatro Municipal, 15 de diciembre de 1978), ópera                                                             | Música escénica (ópera)                  |
| 1979    | Adamastor, para piano | Música solista (piano)                   |
| 1979    | Quincas Berro d'Agua (J. Amado), ballet | Música escénica (ballet)                 |
| 1979/81 | 16 Valsas, para fagot solo | Música solista (fagot)                   |
| 1980    | Improviso Romântico, para piano | Música solista (piano)                   |
| 1980    | Concertino, para clarinete y fagot | Música orquestal concertante (clarinete) |
| 1980    | Il neige encore, para piano | Música solista (piano)                   |
| 1980    | Quizomba, voz y piano | Música vocal (voz y piano)               |
| 1981    | O Caçador de Esmeraldas (O. Bilac), ballet | Música escénica (ballet)                 |
| 1981    | Trio n.º 1, flauta, para violoncelo y piano | Música instrumental (trío)               |
| 1981    | Trio n.º 2, flauta, para violoncelo y piano | Música instrumental (trío)               |
| 1982    | Episódio sinfônico, para orquesta | Música orquestal                         |
| 1982    | Zodiacal, voz y piano | Música vocal (voz y piano)               |
| 1982    | Barcalora (2º versión), para piano | Música solista (piano)                   |
| 1983    | Quatro peças brasileiras, para cuarteto de fagots | Música solista                           |
| 1983    | Serenata humorística, para cuarteto de fagots | Música solista                           |
| 1983    | Mais uma lenda, para cuarteto de fagots | Música solista                           |
| 1983    | Minueto, para cuarteto de fagots | Música solista                           |
| 1983    | Cinco cirandas, para trompeta y piano (facultativo) | Música instrumental (dúo)                |
| 1983    | Serenata bem acabada, para dos fagots | Música solista (2 fagots)                |
| 1983    | Vidinha e Leonardo, dueto para voz y piano | Música vocal (voz y piano)               |
| 1983    | Uma Valsa, para piano | Música solista (piano)                   |
| 1984    | Valsas Brasileiras (13-24), para piano | Música solista (piano)                   |
| 1984    | Quatorze pecinhas para a mão esuqerda, para piano | Música solista (piano)                   |
| 1984    | Treze Choros sem conseqüência, para piano | Música solista (piano)                   |
| 1984    | Seguida (5 peças) [Temperando - Outra Lenda Sertaneja - Beliscando Forte - Valsa que não é de Esquina - Batuque Batucando], para piano                                            | Música solista (piano)                   |
| 1984    | Estudo Para Contrabaixo | Música solista (contrabajo)              |
| 1984    | Cinco peças, para 4 flautas | Música solista (flauta)                  |
| 1984    | Minhas cirandas, violín, va, vc | Música instrumental (trío)               |
| 1985    | Canção de natal, voz y piano | Música vocal (voz y piano)               |
| 1985    | Pequena suíte à antiga, para orquesta | Música orquestal                         |
| 1985    | Última Valsa, para piano | Música solista (piano)                   |
| 1985    | Iá, para piano | Música solista (piano)                   |
| 1985    | Divertimento (6 cánones), tuba y piano | Música instrumental (dúo)                |